# Тъпонос скалоглав
Тъпонос скалоглав (Petrocephalus simus) е вид лъчеперка от семейство Mormyridae. Видът не е застрашен от изчезване.

## Разпространение
Разпространен е в Ангола (Кабинда), Габон, Демократична република Конго, Замбия и Камерун.

## Описание
На дължина достигат до 12 cm.